# جون رايت
جون رايت (بالإنجليزية: John Kirtland Wright)‏ (و. 1891 – 1969 م) هو جغرافي، من الولايات المتحدة الأمريكية، ولد في كامبريدج، توفي في هانوفر، عن عمر يناهز 78 عاماً.

## التعليم
تعلم في جامعة هارفارد.

## جوائز
حصل على جوائز منها:
- وسام تشارلز باتريك دالي.